# Parafia Miłosierdzia Bożego w Sosnowcu
Parafia Miłosierdzia Bożego w Sosnowcu – rzymskokatolicka parafia, położona w dekanacie sosnowieckim - Wniebowzięcia NMP, diecezji sosnowieckiej, metropolii częstochowskiej w Polsce, erygowana w 1985 roku.